# Ordensregel

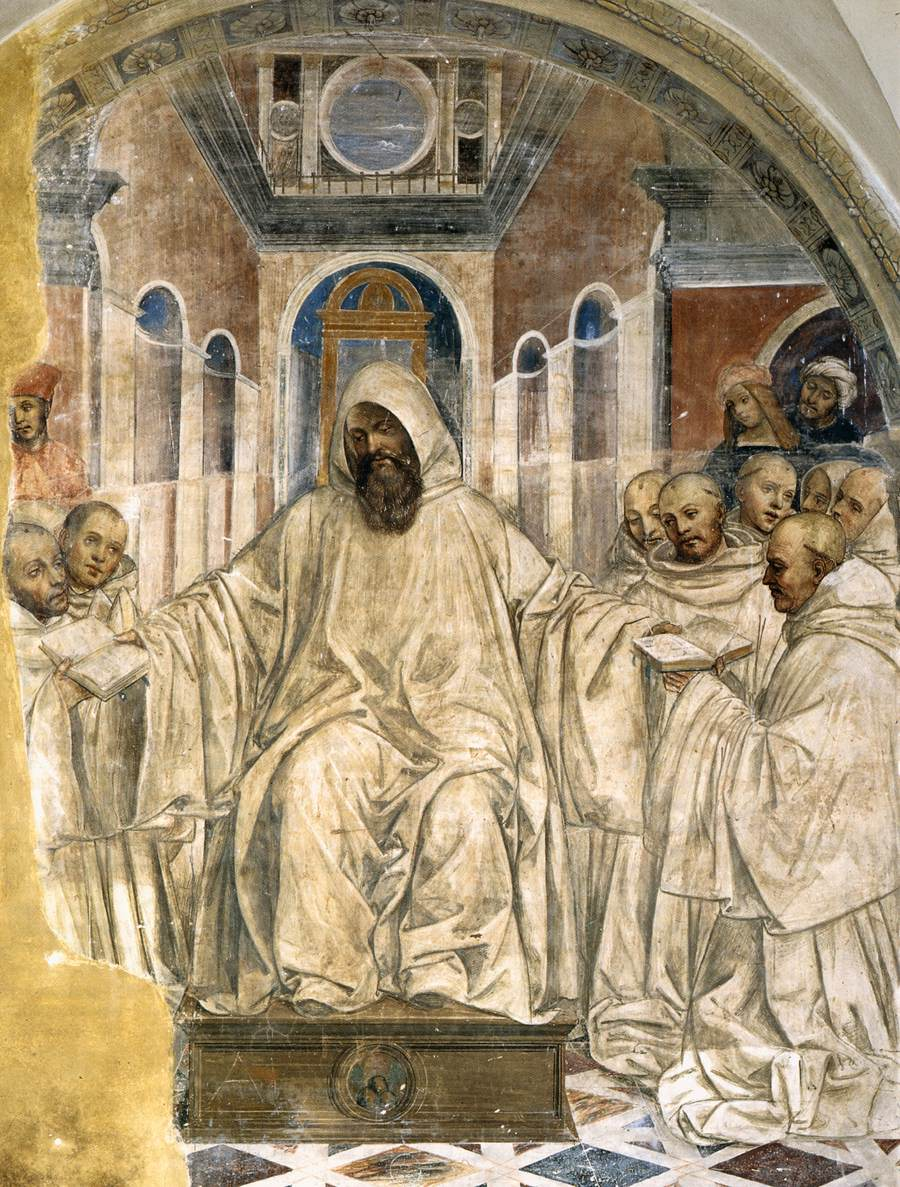
Der hl. Benedikt übergibt seine Regel den Olivetanern, Fresko von Sodoma (1505–1508)

Unter einer Ordensregel versteht man die Zusammenfassung der Ziele, Verhaltensweisen und Regeln, die als Lebensregel für eine Ordensgemeinschaft schriftlich fixiert werden. Oft werden sie in Manuskripten oder Regelbüchern zusammengetragen.
Andere Begriffe für eine Ordensregel sind Regula, Formula vitae, Formula institutionis, Consuetudines (Bräuche, Gewohnheiten), Constitutiones (Konstitutionen) oder Statuta (Statuten).
Grundlage einer Ordensregel ist die Beobachtung der evangelischen Räte, meist Armut, Ehelosigkeit und Gehorsam, bei den benediktinischen Orden hingegen Stabilitas loci („Ortsbeständigkeit“), Conversio morum („Bekehrung der Sitten, tägliche Umkehr“) und Gehorsam.
Dazu kommen Anweisungen zum Gebet und zur Frömmigkeitspraxis, zur Arbeitsweise, zu den Oberen, zur Beachtung der Klausur und zum Zusammenleben der Gemeinschaft. Darüber hinaus enthält die Ordensregel meist auch Bestimmungen zur Aufnahme der Anwärter, zum Noviziat und zur Ablegung der Profess.  
Um 320 gründete Pachomios (um 292–346) in Oberägypten das erste Kloster und verfasste um 325 die sogenannte „Engelsregel“, eine Mönchsregel als Vorläuferin späterer Ordensregeln. Basilius von Caesarea verfasste um 350 in Anlehnung an Pachomios’ Regel eine eigene, die heute noch für die Mehrzahl der Klöster der orthodoxen Kirchen gilt und auch Grundlage für die von Benedikt von Nursia um 540 verfasste Regula Benedicti war. 
Viele Ordensgründungen entstanden aus der Reaktion auf den Geist oder besondere Nöte und Anforderungen der jeweiligen Zeit. Manche Ordensgründer haben durch ihre Schriften oder ihr Vorbild einen anderen Lebensstil vorgegeben (wie Franziskus oder Teresa von Avila) oder zur Vertiefung der Spiritualität beigetragen (z. B. die Exerzitien des Ignatius von Loyola).
Observanz (nach lateinisch observare „beobachten, beachten, einhalten“), bezeichnet das strikte Einhalten von Regeln in religiösen Gemeinschaften.

## Ordensregeln
Als Ordensregeln gelten:
- Regel des Pachomius (Engelsregel, um 325)
- Regel des Antonius (3./4. Jahrhundert)
- Regel des Basilius (Asketikon; 4. Jahrhundert), siehe Basilius der Große#Asketische Schriften
- Regel des Johannes Cassianus (De institutis coenibiorum et de octo principalibus vitiis; 4./5. Jahrhundert), siehe Johannes Cassianus#Werk und Wirkung
- Augustinusregel (4./5. Jahrhundert)
- Magisterregel (6. Jahrhundert)
- Regula Benedicti (Benediktsregel, um 540)
- Zisterzienser: Regula Benedicti (um 540) und Carta Caritatis (12. Jahrhundert)
- Regel des Columbanus (6./7. Jahrhundert)
- Regel des Chrodegang von Metz (754)
- Regel des Karmel (1209)
- Regel des Franz von Assisi, Regula non bullata (1221) Regula bullata (1223)
- Konstitutionen der Gesellschaft Jesu (1556)
- Regel von Taizé (erstmals 1952/1953)
- Livre de Vie de Jérusalem (1978) von Pierre-Marie Delfieux